# Lintig
Lintig is een dorp en voormalige gemeente in de Duitse deelstaat Nedersaksen. De gemeente maakte tot 2015 deel uit van de Samtgemeinde Bederkesa in het Landkreis Cuxhaven. Na het opheffen van deze Samtgemeinde werd het dorp deel van de gemeente Geestland. 
Lintig telde in totaal 1225 inwoners op 30 juni 2017. Het is een Ortschaft die uit drie dorpen bestaat: Lintig zelf, het ten oosten daarvan gelegen Meckelstedt en het daar weer ten zuiden van gelegen Großenhain (niet te verwarren met de stad Großenhain in de deelstaat Saksen). Deze beide laatste dorpjes hebben ieder 300 à 400 inwoners.

## Afbeeldingen

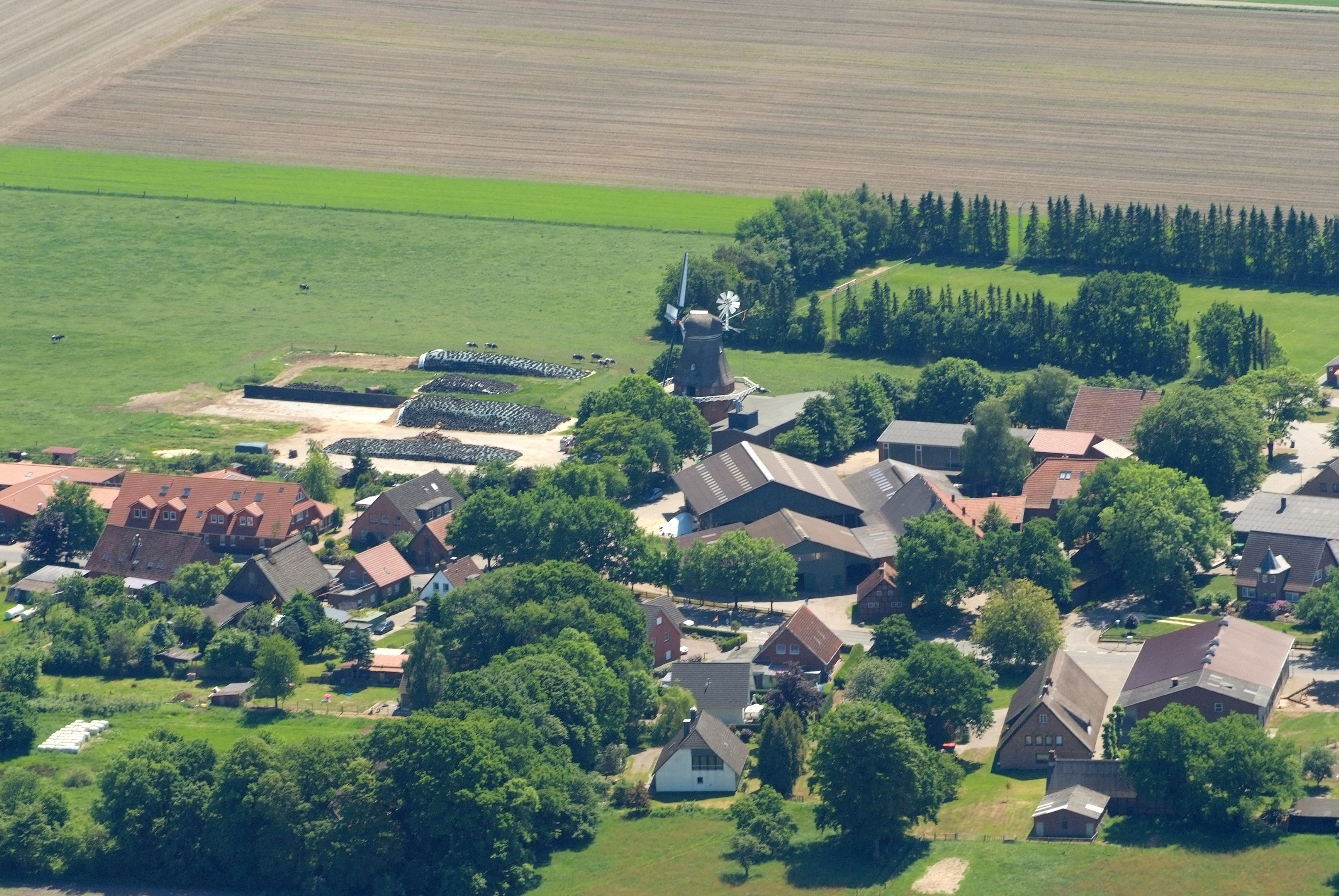
Luchtfoto van Lintig, 2012

## Bijzonderheden

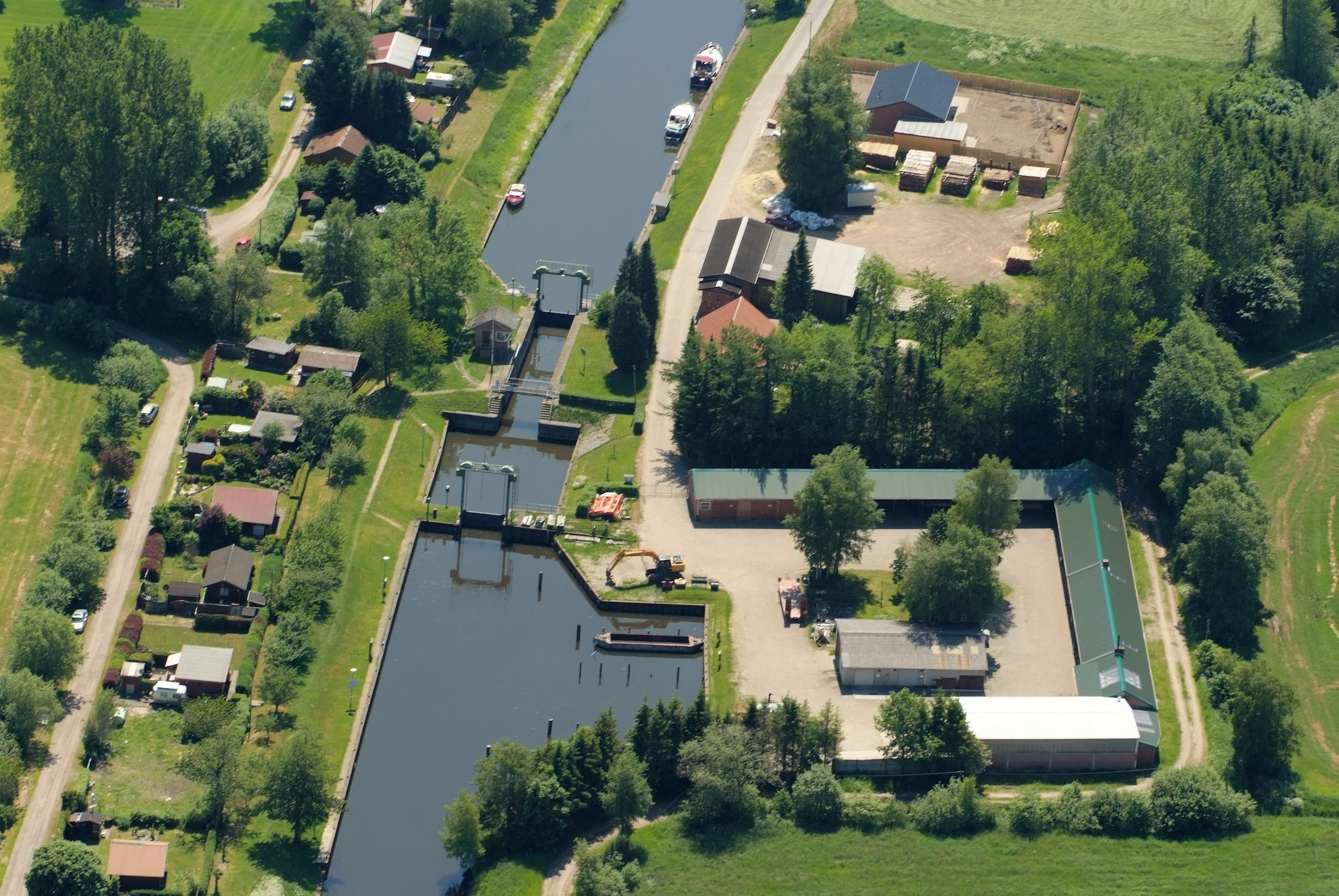
Sluis in het Bederkesa-Geeste-Kanaal bij Lintig
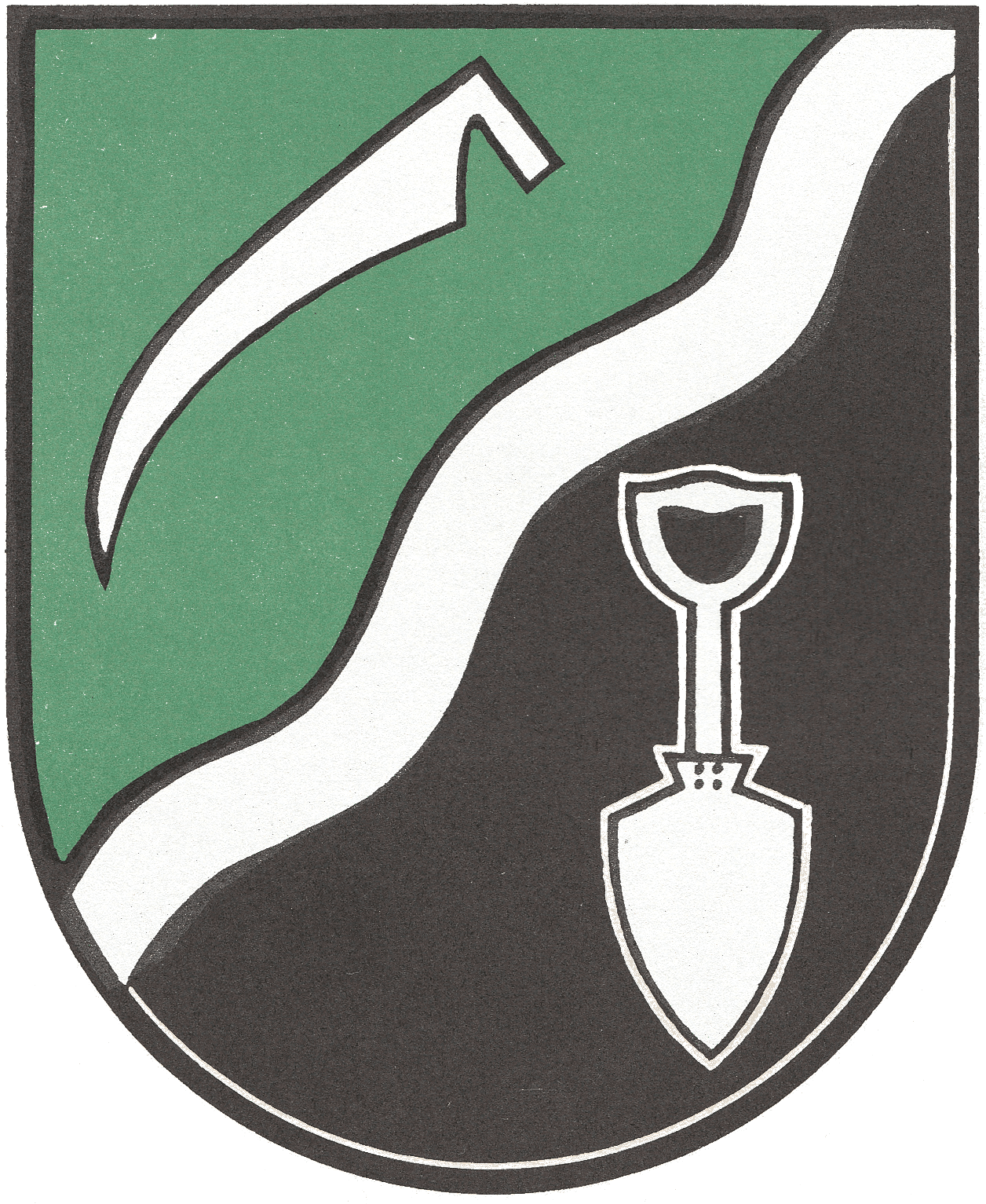
Dorpswapen van Großenhain
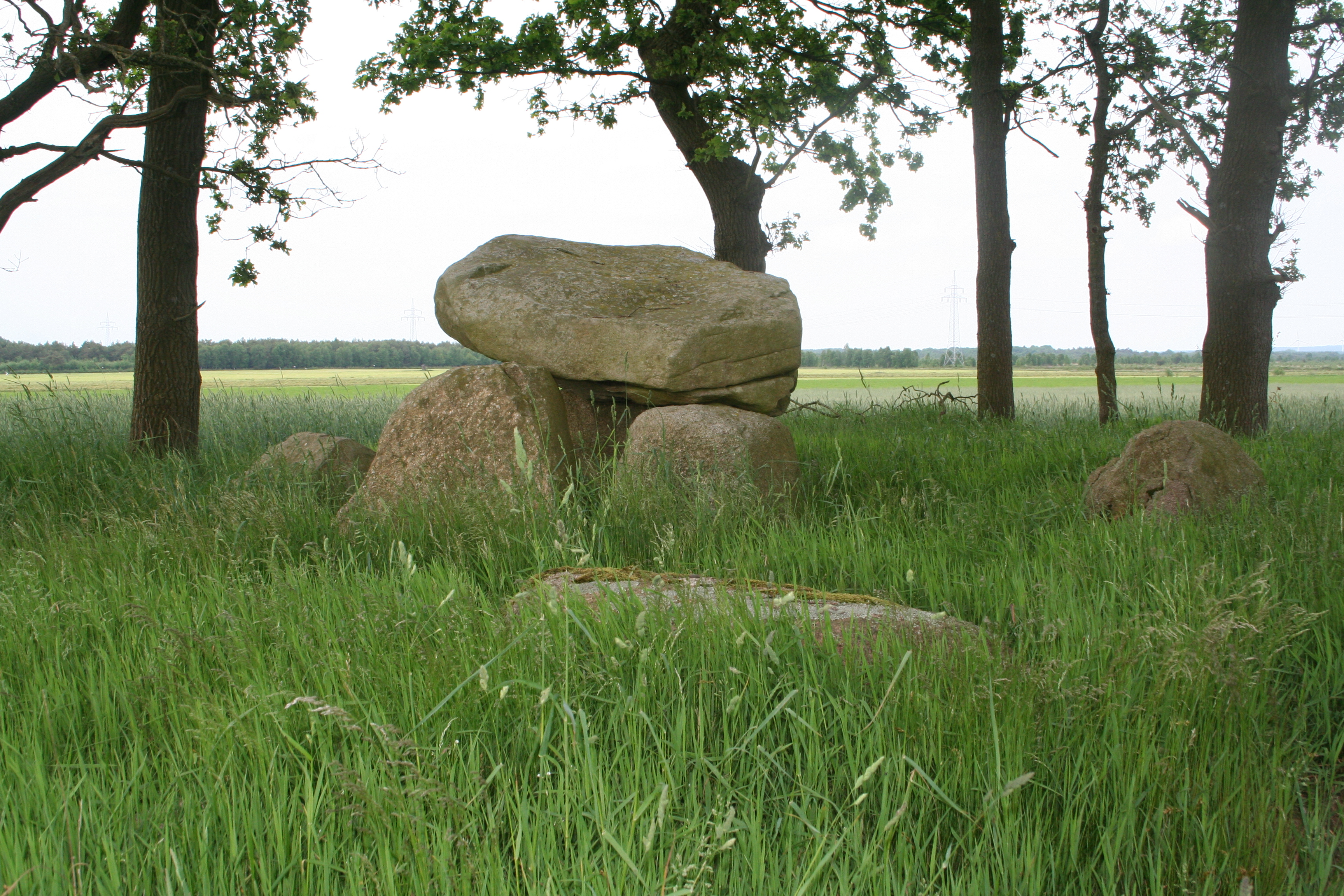
Großsteingrab Großenhain
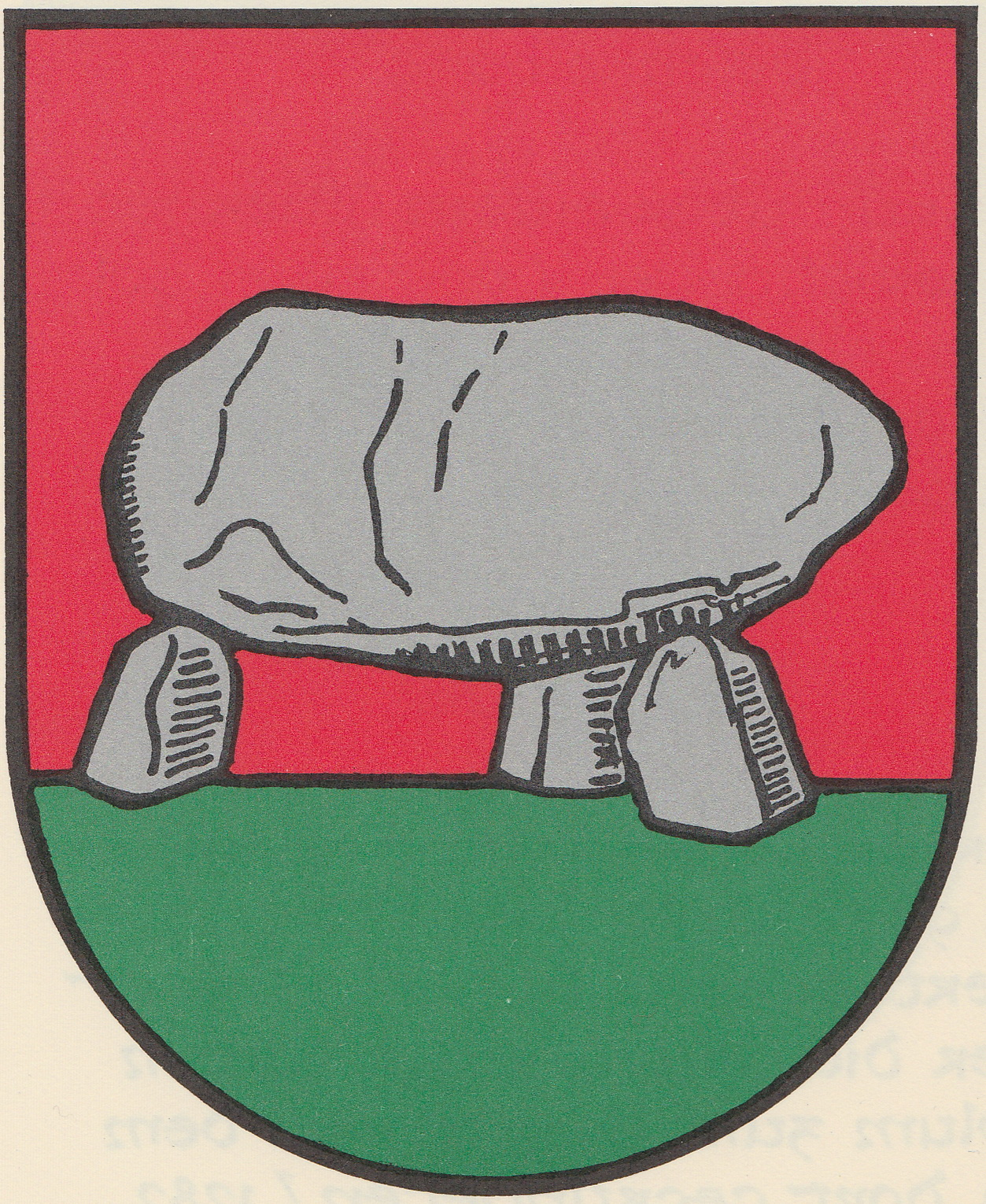
Dorpswapen van Meckelstedt
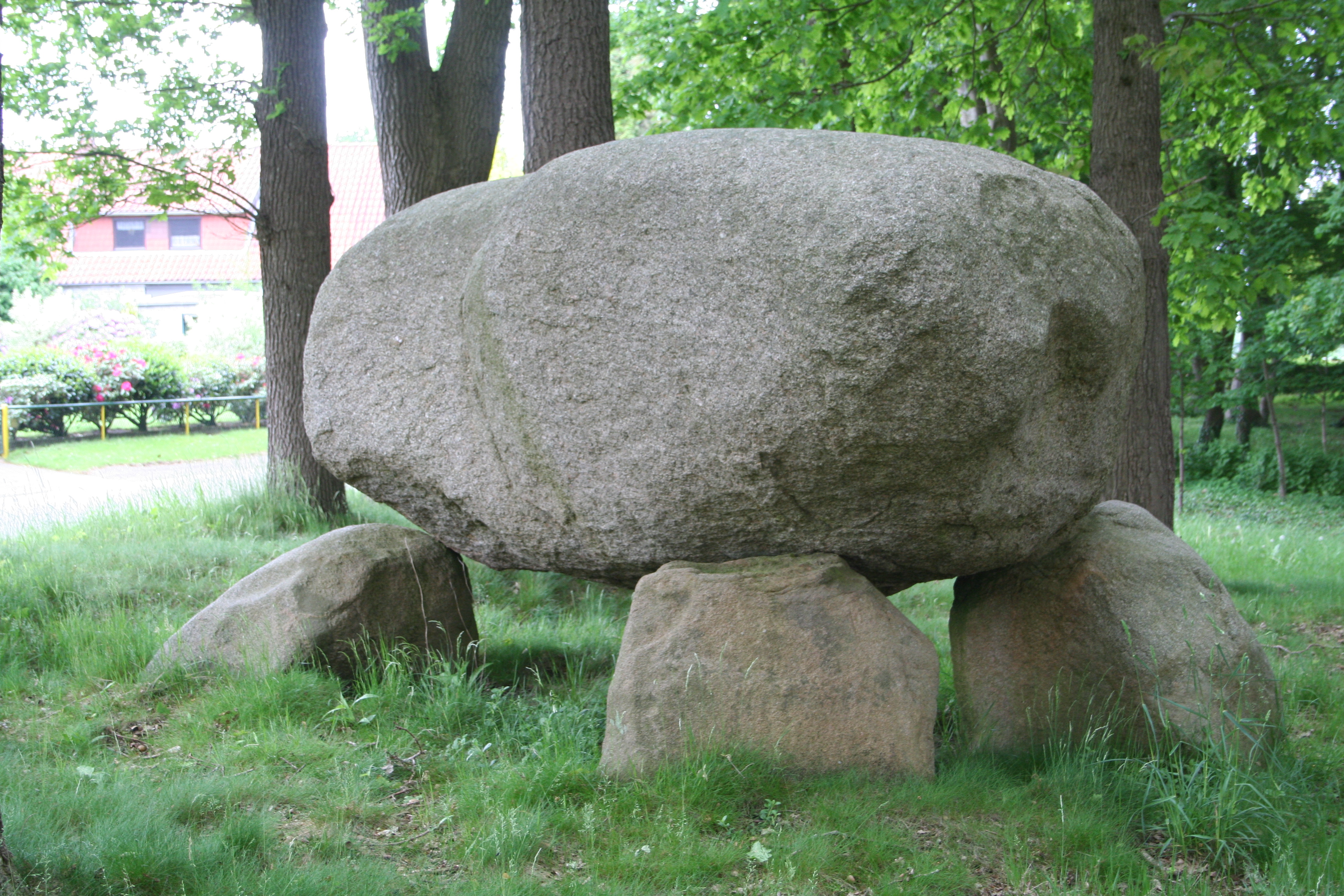
Großsteingrab Meckelstedt 1
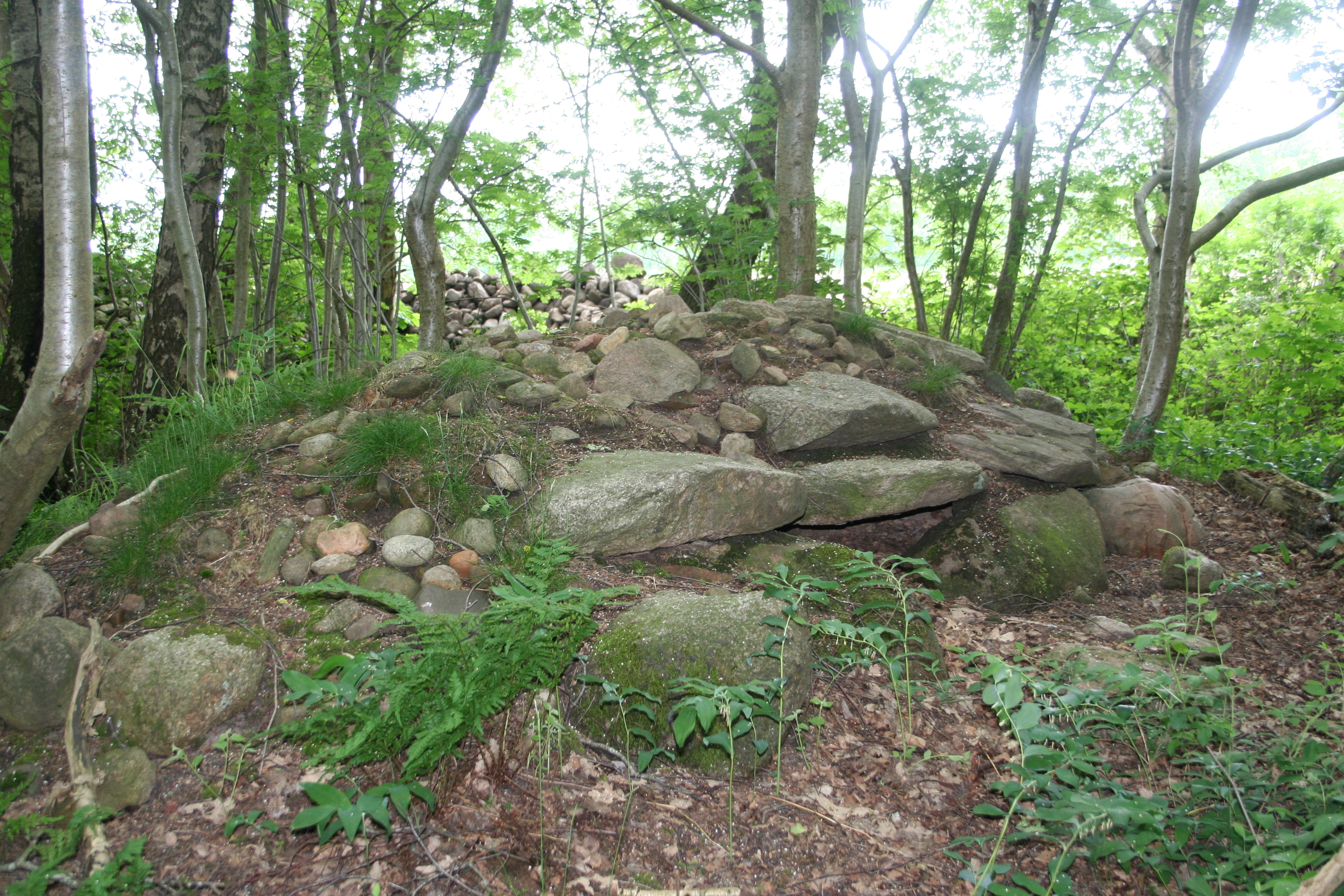
Steenkist van Meckelstedt

Twee kilometer ten noorden van Großenhain bevindt zich het restant van een sterk verstoord hunebed (Sprockhoff-nummer 617). Het wordt ter plaatse wel Dansenstein genoemd. Ook bij Meckelstedt is nog een hunebed (Sprockhoff-nummer 616) aanwezig, het waren er in de 19e eeuw nog ten minste twee. Zwerfstenen uit hunebedden zijn vaak weggehaald om te worden hergebruikt voor de bouw  van o.a. kerken en huizen.
Bij Meckelstedt zijn veel sporen uit de bronstijd aangetroffen, waaronder een steenkist. De daarin aangetroffen grafgiften zijn archeologisch van bovenregionale betekenis. Ze bevinden zich in de collectie van het Niedersächsische Landesmuseum Hannover.
Ten oosten van Großenhain en Meckelstedt, gedeeltelijk op het grondgebied van Lintig, ligt een 910 hectare groot hoogveenreservaat Langes Moor.